# Quaqua pallens
Quaqua pallens är en oleanderväxtart som beskrevs av P.V. Bruyns. Quaqua pallens ingår i släktet Quaqua och familjen oleanderväxter. Inga underarter finns listade i Catalogue of Life.